# Hôtel de Vienne
L'Hôtel de Vienne est un hôtel particulier de la ville de Dijon, en France, situé 32 rue Chabot-Charny, dans son secteur sauvegardé.
C'est un hôtel datant du XVe siècle, remanié au XVIIe siècle. Sa cour possède une galerie voûtée sur croisée d'ogives.
Il est inscrit aux monuments historiques depuis 1928.

## Galerie de photographies

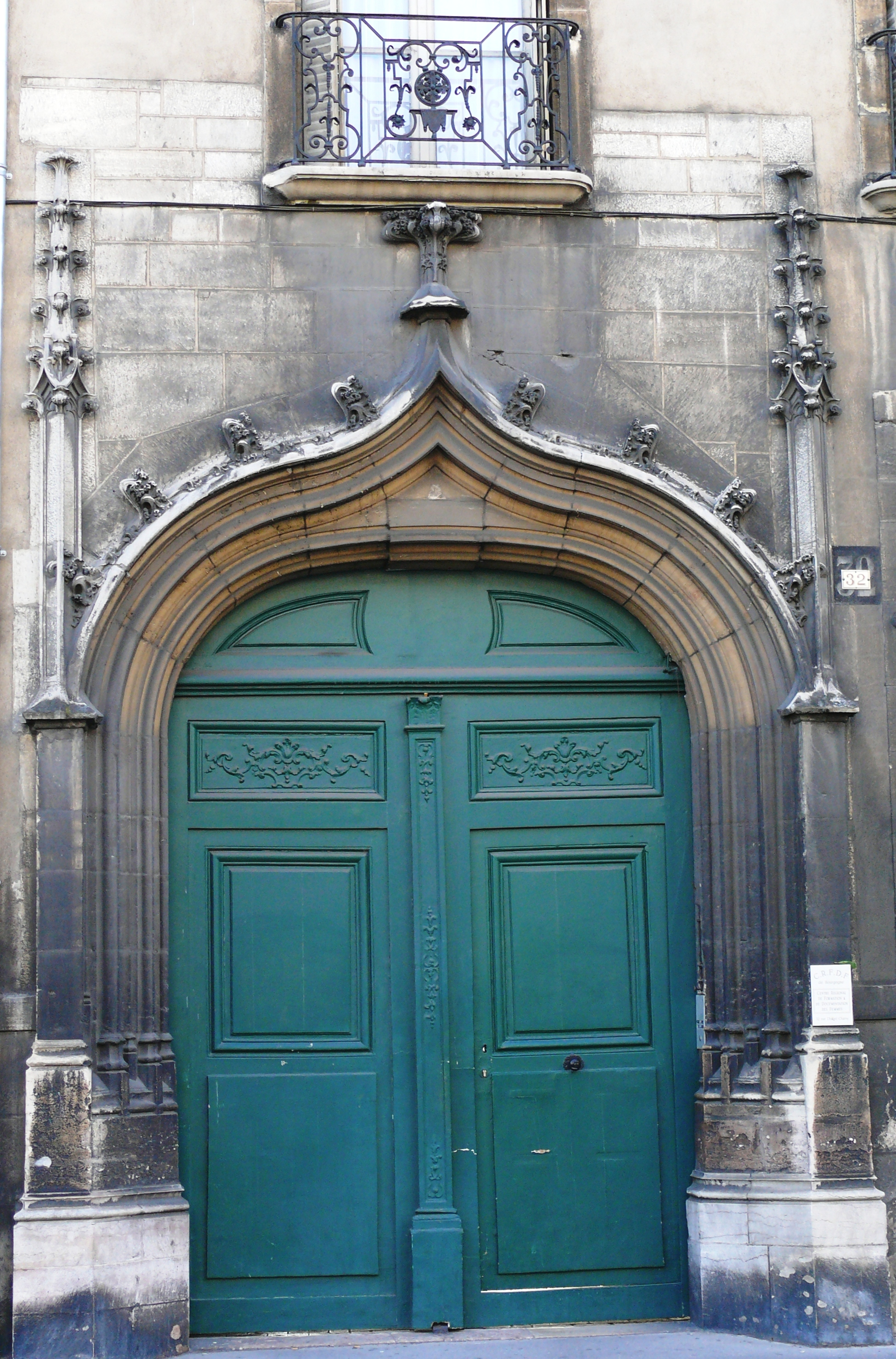
Porche de l'Hôtel de Vienne
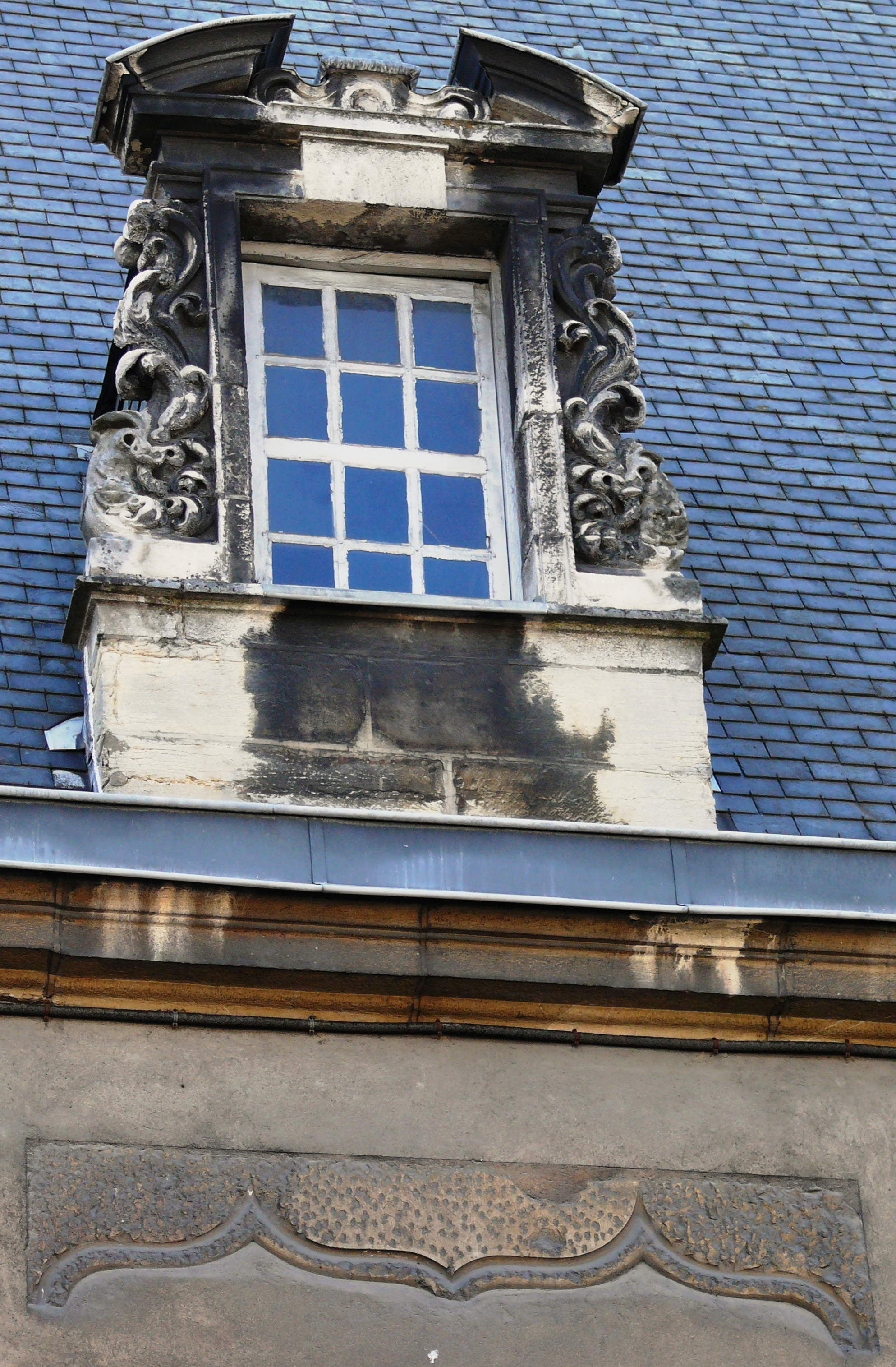
Fenêtre de l'Hôtel de Vienne
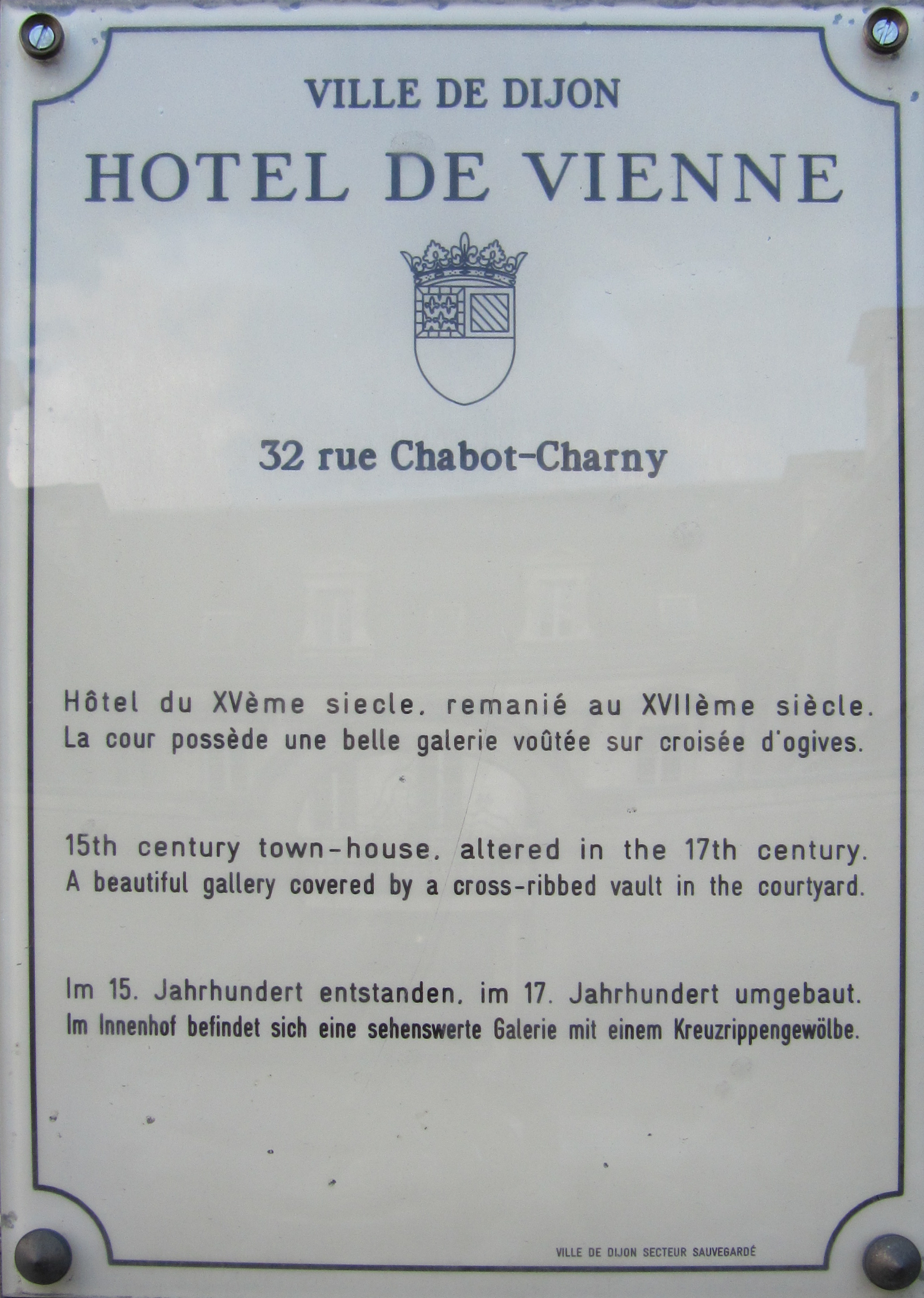
Plaque d'information trilingue (français, anglais, allemand)